# Kasteel Walbos

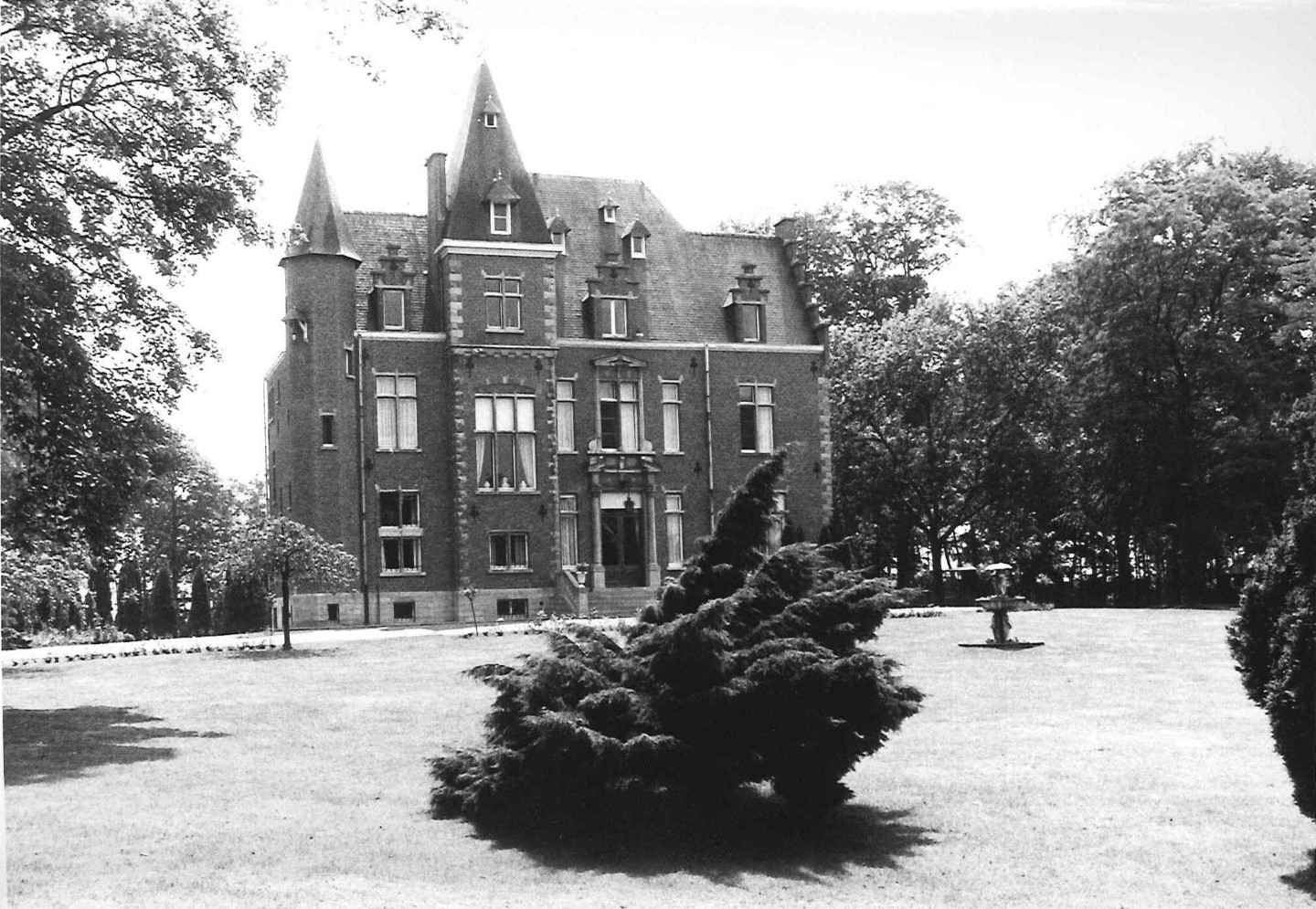
Kasteel Walbos in 1983

Kasteel Walbos is een kasteel in neo-Vlaamse-renaissancestijl in de Oost-Vlaamse gemeente Destelbergen.

## Bouwheer
Het kasteel werd gebouwd in opdracht van jonkheer Edgard de Keyser (Gent, 26 december 1841 - Destelbergen, 18 februari 1917). Hij was een zoon van jonkheer Jean-Albert de Keyser (Gent, 19 december 1798 - Gentbrugge, 21 november 1892), doctor in de rechten, die in 1890 opname in de Belgische erfelijke adel verkreeg en die getrouwd was met Chantalle Hamelinck (1812-1886). 
Edgard was getrouwd met barones Maria de Burbure de Wesembeeck (Gent, 1845 - Destelbergen, 1929) en ze hadden een zoon en een dochter. Het is ook mogelijk dat die zoon de bouwheer was of alvast dat het kasteel voor hem werd gebouwd. In dit geval ging het om jonkheer Fernand de Keyser (Gent, 1872 - Destelbergen, 1914), die in 1895 trouwde met barones Marie de Pelichy (Zevergem, 1869 - Gent, 1950), dochter van de burgemeester van Zevergem François de Pelichy.

## Geschiedenis
Het kasteel draagt twee gevelstenen met het opschrift "Anno 1892 - Famille de Keyser". De bouw was voltooid in 1895.
Het bouwwerk kwam in opvolging van een vroeger, waarschijnlijk vroeg-negentiende-eeuws kasteel dat werd afgebroken. Het rechthoekig kasteel, met twee torens, is opgetrokken in baksteen en natuursteen, in neo-Vlaamse-renaissancestijl. Het bestaat uit twee bouwlagen, gebouwd boven een souterrain. 
Gelijktijdig met het kasteel, werd de tot nu bewaarde serpentinevijver in het park van het kasteel aangelegd. 
De afstammelingen van Edgard de Keyser zijn in 1977 in de mannelijke lijn uitgestorven bij de dood van jonkheer Edouard de Keyser (Gent, 1908 - Parijs, 1977), die kinderloos bleef.